# Andrzej Załuski
Andrzej Stanisław Kostka Załuski (2 december 1695 - Kielce, 16 december 1758) was de 64e bisschop van Krakau, bisschop van Płock, Łuck en Chełmno. Hij was tevens ridder in de Orde van de Witte Adelaar en groot-kanselier van de Kroon.

## Biografie
Andrzej Załuski was een telg van het Poolse adellijke geslacht Junosza. Hij creëerde in 1732 de 'Mons Pietatis stichting' om arme burgers bij te staan en richtte in 1733 een armenhuis op. Dat jaar was hij instrumenteel in de kroning van Stanislaus Leszczyński. Załuski werd in 1738 benoemd tot Ridder in de Orde van de Witte Adelaar.
De bisschop stichtte in 1747 samen met zijn broer Józef Andrzej Załuski de Załuski-bibliotheek; de eerste openbare bibliotheek van Polen.
Załuski werd in 1754 aangesteld als president van de sejm en was in mei 1755 aanwezig bij de senaat-raad van Wschowa.
Andrzej Załuski was een hervormer in veel opzichten. De bisschop vroeg de paus om hem bij te staan in zijn eis dat de Poolse adel en de diverse kloosterorden voldoen aan de verplichtingen van het canoniek recht. Ook probeerde hij moderne wiskunde aan de Jagiellonische Universiteit door te voeren. Ondanks dat Załuski hier niet helemaal in slaagde was hij wel een aanstichter van een wetenschappelijk herleving in Polen in de tweede helft van de 18e eeuw.
Hij was in zijn leven naast bisschop ook abt van Czerwińsk nad Wisłą.

## Bezittingen
- Het Paleis van de Vier Winden (Pałac Pod Czterema Wiatrami) in Warschau.[9]

- Bibsys: 5088465
- Bibliothèque nationale de France: cb166723792 (data)
- Gemeinsame Normdatei: 121598594
- International Standard Name Identifier: 0000 0001 1616 9423
- Library of Congress Control Number: n82162631
- Nationale Bibliotheek van Tsjechië: jn20000701997
- Nationale Bibliotheek van Israël: 987007275044105171
- Nederlandse Thesaurus van Auteursnamen: 166587508
- Système universitaire de documentation: 137042000
- Virtual International Authority File: 32857089
- WorldCat: E39PBJpv34Fcx3ttCHQYgygBT3